# Ester Rada
Ester Rada, née le 7 mars 1985 à Kiryat Arba, est une actrice et une chanteuse israélienne.

## Biographie
Ester Rada est née le 7 mars 1985 a Kiryat Arba, où ses parents, juifs éthiopiens, avaient été installés, à la suite de l'opération Moïse, en 1984. Cette opération Moïse, nommée selon le prophète biblique célèbre pour avoir ramené les siens sur la Terre promise, est une opération menée par Tsahal, la CIA, l'ambassade des États-Unis à Khartoum, et l'État du Soudan pour transférer vers l'État d'Israël des réfugiés éthiopiens pendant la famine en Éthiopie. «Ils sont partis en pleine nuit, sans rien emporter, conscients des risques.» Ces familles, qui vivaient précédemment près de Gondar de la culture de la terre, ont dû brutalement s’adapter à une vie nouvelle, trouver un travail salarié, payer des factures, etc.  
À 6 ans, Ester décide de ne parler que l’hébreu, y compris au domicile familial où ses parents privilégient l’amharique : « Je voulais être une petite Israélienne, comme mes camarades de classe.». La musique et la cuisine au domicile familial restent pourtant marquées par la culture éthiopienne. La situation dans la colonie juive est tendue: «Ce n'était pas un lieu pour faire grandir des enfants», indique Ester Rada. «Nous étions proches de la frontière et nous étions protégés par les soldats, il y avait des bombes, des jets de pierres. J'avais 2 ans quand il y a eu la première Intifada, et on est resté à Kiryat Arba jusqu'en 1995. En fait, j'ai encaissé, mais je n'avais jamais pu exprimer tout ça» ; Le père d’Ester quitte son épouse : «Il nous a quittés quand j’avais 3 ans. Ma mère a dû s’en sortir seule pour nous élever, mon frère aîné et moi.».
Le milieu ultrareligieux de Kiryat Arba ne se prête pas aux découvertes musicales : «les seules chansons tolérées étaient les cantiques». En 1996, alors qu’elle est une adolescente de 11 ans, sa famille s’installe à Netanya. Elle y découvre la pop et de la soul, et une vie de la cité organisée par communautés d’origine : une communauté russe, une communauté française et une communauté éthiopienne établie dans le quartier d’Ezorim y coexistent notamment, en se fréquentant peu . «J’ai découvert ainsi que j’étais noire, question qui ne s’était jamais posée auparavant.». Elle chante alors dans un premier trio, qui se sépare vite. «Mes collègues sont devenus plus religieux. Pour les ultraorthodoxes, une femme ne peut pas chanter devant des hommes.» 
La musique continue à accompagner la jeune femme pendant son service militaire obligatoire, de trois ans. Malheureuse sur l’apprentissage du port des armes, elle réussit à intégrer une section artistique et chante presque tous les soirs un répertoire imposé : « Je chantais des chansons israéliennes de Shalom Hanoch, de Achinoam Nini …. Dans un coin de ma tête, il y a dû y avoir un gros mélange entre ces chants populaires, la musique religieuse, le hip-hop, la soul de mon adolescence et le jazz éthiopien de mes parents.»

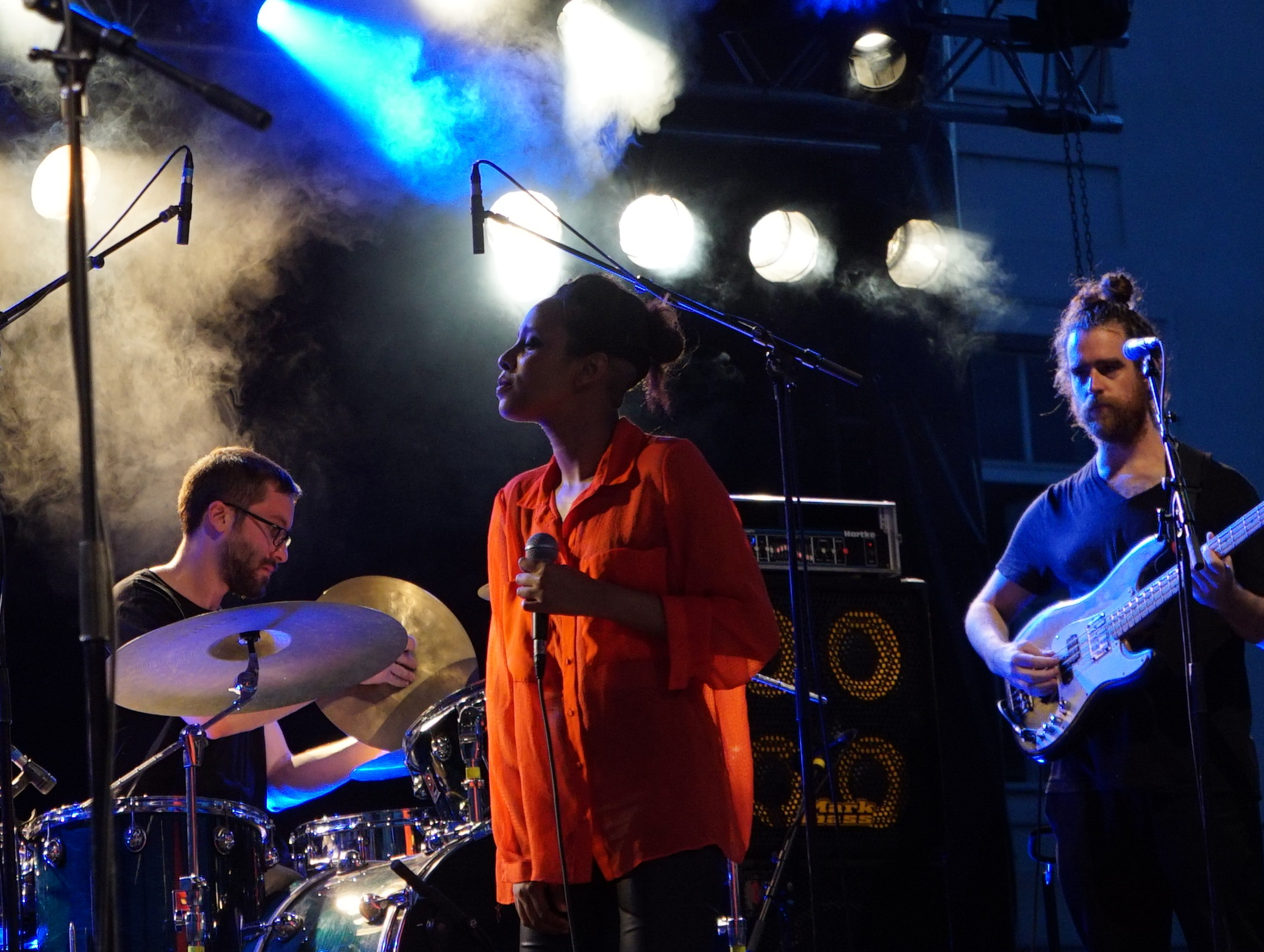
2015, Châlons-en-Champagne

Rada entame ensuite une carrière d'acteur dans le théâtre musical, et remporte un prix pour son rôle dans La troupe, au théâtre Habima, le théâtre national d’Israël. En 2007, elle interprète un rôle majeur dans la série télévisée : Deus. La même année, elle joue également dans  Sdakim bebeton , toujours au théâtre Habima.
Au début de l'année 2013, Ester Rada sort un EP intitulé  Life Happens (La vie se passe) , avec quatre de ses chansons. L'album est bien accueilli. Ainsi, la BBC souligne une « voix soul puissante et séduisante, combinaison d'éthio-jazz, de funk et de R&B ». Le clip correspondant est diffusé sur MTV France, Europe de l'Est, et Israël, ainsi que sur VH1 UK. Elle gagne en notoriété dans le monde entier grâce à une tournée en cette même 2013 en Europe, et en Amérique du Nord. Elle joue au Festival de Glastonbury et fait l’ouverture  du concert de Alicia Keys en Israël. Elle se marie à Gili Yalu, chanteur dans le groupe de reggae Zvuloon Dub System. Ils ont un fils en février 2015. En France, elle est sur scène en 2014 (Festival des Musiques Métisses à Angoulême, Festival Banlieues Bleues à Aubervilliers, etc.)  et en 2015 (à nouveau au Festival Musiques Métisses à Angoulême, Musiques d'Ici et d'Ailleurs à Chalons-en-Champagne, Concert au New Morning à Paris, etc.) ..
Dans un de ses titres, Bad Boy, elle aborde le départ de son père. «J’en ai longtemps voulu à mon père de nous avoir abandonnés. Maintenant j’ai des relations sereines avec lui. Il est promoteur culturel et fait des allers-retours fréquents entre Tel-Aviv et Addis-Abeba. Il suit mon travail avec beaucoup d’intérêt.»
Dans ses influences, elle cite Nina Simone, Ella Fitzgerald et Aretha Franklin, aux côtés d'Erykah Badu, Lauryn Hill et Jill Scott, mais aussi lorsqu’elle était adolescente les Fugees, 2Pac, la soul, le R&B…

## Filmographie (cinéma et télévision)
- Od ani holeh
- Zrubavel
- Kirot[6]
- The Special[6]
- Série New York